# Dascyllus aruanus
Dascyllus aruanus · Demoiselle à trois bandes noires, Demoiselle à queue blanche
Espèce
 Dascyllus aruanus, communément nommé Demoiselle à trois bandes noires ou Demoiselle à queue blanche, est une espèce de poissons marins de la famille des Pomacentridae.

## Localité
La Demoiselle à trois bandes noires est présente dans les eaux tropicales de la région Indo-Pacifique,Mer Rouge incluse.

## Taille
Sa taille maximale est de 10 cm mais la taille généralement observée est de 6 cm .